# Paul Allègre
Paul Allègre, né le 2 juin 1996 à Nevers, est un escrimeur français pratiquant l'épée, et licencié du Levallois Sporting Club Escrime.
Il est membre de l'équipe de France dont il a été le remplaçant officiel aux Jeux olympiques d'été de 2024.

## Biographie

### Début
Paul Allègre commence l'escrime par hasard, à l'âge de 6ans, après avoir vu une annonce pour le club d’escrime, dans la brochure d’un magazine de la ville de Nevers.

### Junior et U23
En 2016, à Caen, il est sacré Champion de France Junior.
En 2019, à Plovdiv il est sacré Champion d'Europe U23 en battant notamment le polonais Wojciech Kolanczyk en finale et l'italien Federico Vismara en demi.

### Sénior
En 2023, il est sacré Champion de France aux Championnats de France d'escrime 2023 à Nantes en s'imposant à la Mort subite contre Alex Fava
Il remporte sa première médaille en Coupe du Monde lors de la Coupe d'Heidenheim 2024 montant sur la troisième place du podium. Il s'inclinera 15 à 9 contre le Japonais Masaru Yamada en demi-finale.
Sélectionné aux Championnats d'Europe d'escrime 2024 à Bâle, il est sacré Champion d'Europe par équipe avec ses coéquipiers Alexandre Bardenet, Romain Cannone et Luidgi Midelton.
Il est sélectionné aux Jeux olympiques d'été de 2024 de Paris en tant que remplaçant pour l'épreuve par équipe. Avec ses coéquipiers Yannick Borel, Romain Cannone et Luidgi Midelton, ils termineront à une decevante 4e place en s'inclinant 43 à 41 contre la République Tchèque.

## Palmarès
- Médaille d'or par équipes aux championnats d'Europe de 2024 à Bâle
- Médaille d'or par équipes aux championnats d'Europe de 2025 à Gênes

## Liste des références
1. ↑  « Paul Allègre », 8 mai 2024 (consulté le 10 octobre 2024)
2. ↑  « Paul Allegre », sur www.equipedefrance.com (consulté le 10 octobre 2024)
3. ↑  Centre France, « Escrime : Paul Allègre sacré champion de France junior », sur www.lejdc.fr, 29 mai 2016 (consulté le 10 octobre 2024)
4. ↑  Centre France, « Escrime - Le Neversois Paul Allègre sacré champion d'Europe espoirs à l'épée », sur www.lejdc.fr, 31 mai 2019 (consulté le 10 octobre 2024)
5. ↑  ffescrime, « 6 nouveaux champions de France pour clore l'année 2023 en beauté », sur FF Escrime, 17 décembre 2023 (consulté le 10 octobre 2024)
6. ↑  « Epée : Paul Allègre troisième de la Coupe du monde de Heidenheim », sur L'Équipe (consulté le 10 octobre 2024)
7. ↑  « Epée (H) : Les épéistes français sacrés champions d'Europe à Bâle », sur L'Équipe (consulté le 10 octobre 2024)
8. ↑  « Escrime (H) : La France rate de peu le bronze en épée par équipes aux JO de Paris 2024 », sur L'Équipe (consulté le 10 octobre 2024)